# Boulder Flats
Boulder Flats – jednostka osadnicza w Stanach Zjednoczonych, w stanie Wyoming, w hrabstwie Fremont.